# Verzorgingsplaats Aurora
Verzorgingsplaats Aurora is een verzorgingsplaats in Nederland, gelegen aan de A4 Ossendrecht - Amsterdam, bij afrit 6, ter hoogte van Leiderdorp, in diezelfde gemeente.
De verzorgingsplaats heeft een tijdje in de belangstelling gestaan omdat TotalEnergies er het nieuwe Europese shopconcept had doorgevoerd: "Côté Sud". Met zijn 320 m² is het de grootste tankstationwinkel in Nederland. Het tankstation biedt naast brandstof ook een groot assortiment aan eten en drinken. Daarnaast is de 55 meter lange luifel de grootste vrije overspanning in Nederland.
De verzorgingsplaats heeft dezelfde naam als de tunnelboormachine die gebruikt is voor de Groene Harttunnel van de HSL, die vlak bij deze verzorgingsplaats in de grond verdwijnt. Aurora is de Romeinse godin van de dageraad en de echte naam van Doornroosje.
Aan de andere kant van de snelweg ligt verzorgingsplaats Bospoort.